# Агорафобия
Агорафо́бия (от др.-греч. ἀγορά «базар, рынок» + φόβος «страх») — расстройство психики, в рамках которого появляется страх скопления людей, которые могут потребовать неожиданных действий; бессознательный страх, испытываемый при прохождении без провожатых по большой площади или безлюдной улице. Проявляется в бессознательном виде как защитный механизм. Эта фобия может быть получена из-за страха чего-то, что связано с людьми и эмоциональными травмами от людей. Сопровождает многие нервные расстройства и психические заболевания. Впервые была описана Карлом Вестфалем.
Существуют также похожие по значению, но в настоящее время устаревшие термины «демофо́бия» (от др.-греч. δῆμος «народ» + φόβος «страх») и «охлофо́бия» (от др.-греч. ὄχλος «толпа» + φόβος «страх») — боязнь большого скопления людей.

## Клиническая картина агорафобии
Изначально дословный перевод агорафобии означает «боязнь рынков» или «рыночный страх». Так как древнегреческое слово «агора» (рынок) было зачастую связано с многочисленной народной массой, вскоре эта концепция обрела переносный смысл и стала относиться к боязни толпы в целом, а не обязательно местности.
На сегодняшний день в медицине это понятие включает в себя не только страх открытых пространств, но и страх сходных ситуаций. Как правило, тревога направлена на следующие ситуации: пребывание, передвижение вне дома, толпа, общественные места, общественный транспорт, открытые безлюдные пространства (например, поле, парк), путешествие в одиночестве, оживлённые места (например, митинги, продовольственные и вещевые рынки, магазины, рестораны), а также места, которые невозможно быстро покинуть, не привлекая к себе внимания окружающих (например, кресло парикмахера, центральные места в кинотеатре и т. п.). Беспокойство обычно вызывается страхом общественного позора в случае приступа паники или беспомощного поведения на публике. Боязнь того, что приступ паники случится в общественном месте, ещё больше подстёгивает фобию. В результате пациенты с застарелой агорафобией привязываются к дому и находят весьма трудным покинуть его.
Люди с агорафобией могут переживать приступы страха в ситуации, когда они чувствуют себя в ловушке, в небезопасности, не контролируя окружающую среду (боязнь замёрзнуть, перегреться, подвергнуться нападению) или будучи очень далеко от персональной зоны комфорта. Другие люди с подобной фобией видят для себя нормальным приём гостей, но только в определённом пространстве, которое кажется им подконтрольным. Агорафобы могут жить годами не покидая домов, в то же время работая и счастливо общаясь с другими людьми, ровно столько, сколько они находятся в безопасных для себя зонах. Безопасная зона — понятие широкое, и оно может касаться не только конкретного места, но и состояния: к примеру, человек не может встречаться глазами с другими людьми. Если он выходит из «бесконтактного» состояния, то у него начинается приступ паники.
Понятие «агорафобия» также применимо относительно поведения превентивного характера, связанного с различными страхами. Например, человек, не желающий испытывать неудобство в какой-либо ситуации (местности), заведомо ограничивает свою сферу деятельности (обитаемости), тем самым пресекая вероятность проявления неблагоприятных реакций на новую среду. Типичные реакции могут сопровождаться паническим страхом, приступами сильного беспокойства, проявлениями других фобий. Типичный признак этого состояния — боязнь выходить из дома, так как всё, что находится вне дома, кажется злобным, страшным, и только находясь у себя дома агорафоб чувствует себя безопасно и комфортно. Это приобретённый необъяснимый страх любых ситуаций, из которых нет возможности немедленно выбраться и вернуться в безопасное место, что ведёт к ограничениям в образе жизни: больные нередко осмеливаются покидать дом только в сопровождении близкого человека. Часто агорафобия является следствием различных расстройств, в том числе тревожного расстройства личности, панического расстройства, социофобии, панических атак и др.
Симптомы тревоги при агорафобии аналогичны таковым при генерализованном тревожном расстройстве, которые могут сочетаться с симптомами депрессии. Как и при других фобических расстройствах, для агорафобии типична «тревога ожидания» и «избегание» ситуаций, провоцирующих тревогу и страх. В тяжёлых случаях тревога ожидания появляется за несколько часов до того, как пациент окажется в ситуации, вызывающей страх.
Пациенты с агорафобией могут переживать внезапные приступы паники во время путешествий в те места, где они уже переживали страх. Во время приступа в огромных количествах выпускается адреналин, из-за чего в течение нескольких секунд они пребывают в состоянии борьбы или бегства. Приступ обычно начинается внезапно и длится от 10 до 15 минут. Продолжительность приступов редко превышает полчаса. Среди симптомов — сильное сердцебиение, потение, дрожь и короткое громкое дыхание. Многие пациенты говорят ещё о страхе смерти и потере контроля над эмоциями и поведением.
Американские психиатры считают, что расстройство всегда начинается с панического приступа, за которым в большинстве случаев развивается агорафобия. С «европейской» точки зрения, расстройство может начинаться и с первоначального появления агорафобии.

### Начало заболевания, течение и прогноз
Агорафобия обычно начинается в 15-25 лет (в отличие от простых фобий, обычно впервые возникающих в детстве, и от социальных фобий, начало которых приходится на подростковый возраст). Первый эпизод агорафобии часто происходит, когда пациент ждёт общественный транспорт или делает покупки в оживлённом магазине или на рынке. Течение расстройства — хроническое с ремиссиями и обострениями. Сочетание агорафобии с паническим расстройством приводит к более тяжёлому течению и ухудшает прогноз.

### Агорафобия и вестибулярный аппарат
Исследования открыли взаимосвязь между агорафобией и проблемами с ориентацией в пространстве. Нормальные люди могут поддерживать равновесие, соединяя сигналы вестибулярного аппарата с визуальной и проприоцептивной системами. У ряда агорафобов вестибулярный аппарат слаб, и они больше полагаются на визуальные или тактильные сигналы. Они могут дезориентироваться, когда визуальные знаки нечетки, как, например, в обширных пространствах или в толпах людей. Также они могут быть смущены наклонными или неровными поверхностями.

## Формулировка диагноза
Согласно диагностическим критериям МКБ-10, для постановки достоверного диагноза агорафобии должны быть удовлетворены все из нижеперечисленных критериев:
- психологические или вегетативные симптомы должны быть первичным выражением тревоги, а не быть вторичными по отношению к другим симптомам, таким как бред или навязчивые мысли;
- тревога должна быть ограничена только (или преимущественно) хотя бы двумя из следующих ситуаций: толпа, общественные места, передвижение вне дома и путешествие в одиночестве;
- избегание фобических ситуаций является или было выраженным признаком.

Код по МКБ-10 — F40.0.
При отсутствии панических атак кодируется диагноз F40.00 (агорафобия без панического расстройства).
При наличии панических атак кодируется диагноз F40.01 (агорафобия с паническим расстройством).

## Лечение
Лечение агорафобии без панического расстройства в большинстве случаев ограничивается поведенческими методами психотерапии. Убедительных данных об эффективности лекарственной терапии агорафобии без панических расстройств нет. Тем не менее при выраженном расстройстве без панических атак рекомендуют кратковременное назначение транквилизаторов (например, диазепама) на фоне продолжающейся психотерапии.
Во многих случаях агорафобия может быть успешно излечена посредством постепенного процесса экспозиционной терапии в сочетании с когнитивной терапией и, иногда, препаратами антидепрессантного и противоневрозного характера. К противоневрозным препаратам относятся бензодиазепины, такие как алпразолам. К антидепрессантам относятся, по большей части, препараты, которые повышают уровень серотонина: сертралин, пароксетин и флуоксетин. Лечение для агорафобии и приступов паники ничем не различается.
Экспозиционная терапия может дать положительный результат большинству пациентов с расстройствами психики и агорафобией. Целью такой терапии должно быть исчезновение побочных и субклинических проявлений агорафобии, а не просто исчезновение приступов паники.
В поведенческой психотерапии при лечении агорафобии наиболее широко применяют «метод наводнения» (имплозивная терапия). Врач вместе с больным составляет список ситуаций, наиболее вызывающих страх, в порядке возрастания интенсивности страха. Врач постепенно вводит больного в эти реальные или воображаемые ситуации, начиная с той, которая вызывает наименьший страх. Постепенно больной приобретает опыт пребывания в этих ситуациях, не испытывая при этом страха или тревоги, что приводит к ослаблению симптомов расстройства. Поведенческую терапию часто сочетают с методами мышечной релаксации, медитации.
Как альтернативный способ лечения может применяться гипноз.